# 腎血流量
腎血流量（英語：Renal blood flow，縮寫：RBF），在腎的生理學，是表示每單位時間輸送到腎臟的血液體積。在人類中，腎臟一起接受大約心輸出量(cardiac output)的22％，在一位70公斤的成年男性達<1.1升/分鐘>。RBF是和腎血漿流量(RPF)密切相關，即表示每單位時間輸送到腎臟的血漿體積。
雖然腎血流量這個術語通常適用於动脉血液遞送到腎臟，RBF及RPF可用於量化的每單位時間流出腎臟的靜脈血液體積。在這樣的背景下，這些術語通常賦予標誌來表示動脈或靜脈的血液或血漿的流動，如在RBFa、 RBFv、RPFa，及RPFv。然而在生理上、這些值的差異是可以忽略的，使得動脈血流及靜脈血流通常假定是相等的。

## 腎血漿流量
腎血漿流量是每單位時間到達的腎臟的血浆體積。腎血漿流量由下列的菲克原理(Fick principle)表示出：
{\displaystyle RPF={\frac {U_{x}V}{P_{a}-P_{v}}}}
{\displaystyle RPF_{a}\times P_{a}=RPF_{v}\times P_{v}+U_{x}\times V}
{\displaystyle RPF\times P_{a}=RPF\times P_{v}+U_{x}V}
{\displaystyle RPF={\frac {U_{x}V}{P_{a}-P_{v}}}}

## 量測
Pv值很難從病患中獲得。
{\displaystyle eRPF={\frac {U_{x}}{P_{a}}}V}
{\displaystyle eRPF={\frac {U_{PAH}}{P_{PAH}}}V}
{\displaystyle RBF={\frac {RPF}{1-Hct}}}

## 外部連結
- Renal Clearance Techniques